# Hotel Chevalier
Hotel Chevalier ist ein französisch-amerikanischer Kurzfilm des Regisseurs Wes Anderson aus dem Jahr 2007. Er ist zugleich Prolog zu dessen Film Darjeeling Limited. Drehort war das Hotel Raphaël in Paris. Die Premiere fand bei den Internationalen Filmfestspielen von Venedig statt. Danach war er für einen Monat kostenfrei im iTunes Store erhältlich, wo er über 500.000 Mal heruntergeladen wurde.

## Handlung
Ort der Handlung ist das Zimmer 403 des Pariser Hotels Chevalier. Jack (Jason Schwartzman) liegt, mit einem gelben Bademantel bekleidet, auf seinem Bett, nebenbei läuft der Film Stalag 17 im Fernsehen. Nachdem er beim Zimmerservice in gebrochenem Französisch Essen bestellt, bekommt er einen Anruf von einer ihm bekannten Frau (Natalie Portman), die überraschend in der Stadt ist. Sie möchte ihn besuchen kommen, kennt jedoch seine Zimmernummer nicht; zuerst zögerlich verrät Jack sie ihr. Hastig räumt er auf, lässt ein Bad ein und zieht sich einen Anzug an, den er barfuß trägt. Auf dem Bett wartet er auf die Ankunft seiner Bekanntschaft. Als es an der Tür klopft, öffnet er sie und spielt das Lied Where Do You Go To (My Lovely)? von Peter Sarstedt ab. Die Frau überreicht Jack einen Blumenstrauß, sie nähert sich an, um ihn zu küssen, er zieht jedoch seinen Kopf weg und sie umarmen sich stattdessen. Nachdem sie ausgiebig das Zimmer betrachtet und sich die Zähne geputzt hat, erzählt Jack auf ihre Nachfrage, dass er schon seit über einem Monat in dem Hotelzimmer wohnt. Er ist nach Paris gegangen, um der Beziehung der beiden zu entfliehen. Unterbrochen werden sie durch den Kellner, der das bestellte Essen bringt, welches jedoch nur begutachtet und nicht verzehrt wird. Jack beginnt seine Geliebte auszuziehen und bemerkt an ihr dabei blaue Flecken. Sie möchte, dass beide Freunde bleiben und gesteht Jack ihre Liebe; er verhält sich gegenüber ihr kühl und abweisend und sagt, dass sie niemals Freunde sein werden. Wieder beginnt Where Do You Go To (My Lovely)? zu spielen, während Jack ihr seinen gelben Bademantel überwirft. Beide gehen hinaus um sich den Ausblick über Paris anzuschauen. Hierbei steht die warme Umgebung des Hotelzimmers in starkem Kontrast zu dem kalten und grauen Paris. Der Film endet mit einem Schwenk auf die Fassade des gegenüberliegenden Wohngebäudes, die beiden treten wieder hinein.
Aus dem Spielfilm Darjeeling Limited ergibt sich, dass es sich bei Jack um einen von drei emotional zerrütteten Brüdern handelt.

## Musik
Die Pavane pour une infante défunte von Maurice Ravel am Anfang des Films, spielt der französische Pianist Pascal Rogé (* 1951). Das Lied Where Do You Go To (My Lovely), welches der Protagonist abspielt und ein zweites Mal am Ende des Films zu hören ist, stammt vom englischen Singer-Songwriter Peter Sarstedt.

## Kritiken
Rüdiger Suchsland von Telepolis zeigte sich enttäuscht, dass Hotel Chevalier nur der Vorfilm war: „Er ist besser und inhaltsreicher als der Hauptfilm - was nicht heißt, dass er viel zu sagen hätte oder nicht auch vor allem vom Marken-Fetischismus geprägt wäre. Aber immerhin geht es um etwas. Und alles, was "Hotel Chevalier" NICHT erzählt, und alles was er zeigt, ist hundert Mal interessanter und berührender als jede Sekunde von "The Darjeeling Limited." Das Vergnügen wird nur dadurch gemildert, dass der Film schwer zugänglich ist; bei i-Tunes, auf You-Tube wird er sehr schnell und sehr regelmäßig gelöscht.“
Dominik Kamalzadeh vom Standard sah einen „wunderbar lakonischen Kurzfilm“, er wirke „ein wenig wie ein Fallbeispiel für die Art, wie Anderson Figuren und ihre Welt begreift: Sie sind auf zwingende Weise in ihr Umfeld eingepasst, fast so, als wären sie selbst ein illustres Ausstattungsstück. Doch immer ist da auch ein Rest, ein Fehler, eine Lücke [...]“